# 볼리비아 항공
볼리비아 항공(스페인어: Boliviana de Aviación)은 볼리비아 코차밤바에 기반을 둔 항공사로 도산된 LAB 항공을 대신해 설립했다.

## 역사
에보 모랄레스의 정책의 일환으로 도산된 LAB 항공을 대신해 2007년 10월 24일 국책 항공사로 설립된다. 첫 취항 편은 2009년 3월 29일로 코차밤바와 라파스, 산타크루스 사이의 국내선 노선을 운항했다. 2010년에 국제선에 취항하기 시작해 아르헨티나의 부에노스아이레스 취항에 이어 브라질의 상파울루에 취항했다.

## 보유 기종
- 2012년 8월 기준으로 볼리비아 항공은 다음과 같은 기종을 보유하고 있으며 평균 기령은 20.2년이다.[2][3]